# Utnapistim

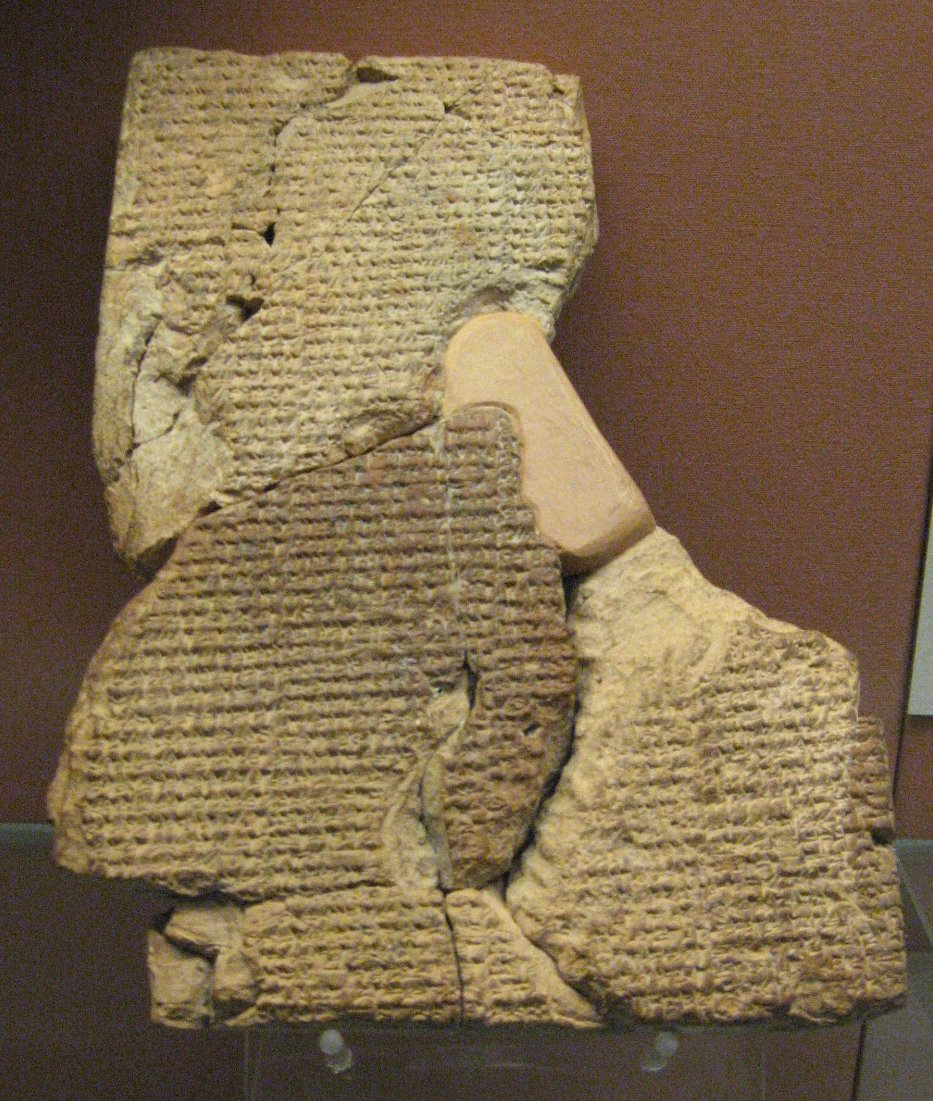
Tabuleta cuneiforme com o épico de Atra-Casis no Museu Britânico

Utnapistim ou Utanapistim (em sumério: Ziusudra; em acádio: 𒌓𒍣; romaniz.: Utnapishtim), ou também referido como Atrahasis (lit.  "Muitíssimo sábio", em acádio), é um personagem da Epopeia de Gilgamés. Ele foi incumbido por Enqui (Ea) de criar um navio gigante a ser chamado de o preservador da Vida em preparação para um dilúvio gigante que destruiria toda a vida. Sua história é parecida com à do Noé bíblico.

## História
Utnapistim é encarregado por Enqui (Ea) a abandonar suas posses e criar um navio gigante a ser chamado o preservador da vida. Utnapistim foi encarregado de trazer sua esposa, família e parentes junto com os artesãos de sua aldeia, bebês de animais e grãos. O dilúvio que se aproximava acabaria com todos os animais e os seres humanos que não estivessem no navio. Depois de doze dias na água, Utnapistim abriu a escotilha do seu navio para olhar em volta e viu as encostas do Monte Nisir, onde ele descansou seu navio durante sete dias.
No sétimo dia, ele enviou uma pomba para fora para ver se a água havia recuado, a pomba não pôde encontrar nada além de água, assim retornou. Então ele enviou uma andorinha, e como antes, voltou, não encontrando nada. Finalmente, Utnapistim enviou um corvo, o corvo viu que as águas tinham recuado, por isso circulou ao redor, mas não retornou. Utnapistim então libertou todos os animais e fez um sacrifício aos deuses. Os deuses vieram, e porque ele tinha preservado a semente do homem ao permanecer leal e confiante de seus deuses, Utnapistim e sua esposa receberam a imortalidade, bem como um lugar entre os deuses celestiais.